# Open Education
Open Education bezieht sich auf das bildungspolitische Anliegen, Bildung frei verfügbar zu machen. Im engeren Sinne wird es oft auf die Wissensvermittlung über das Internet reduziert, das auf für den Nutzer kostenfrei zugänglichen Lernmaterialien (vgl. Open Educational Resources, Open Access) und auf frei zugänglichen Lernplattformen basiert. Open Education ist allerdings nicht gleichzusetzen mit E-Learning, sondern ist vor allem als eine gesellschaftliche Forderung zu sehen, „Bildung für Alle“ zu öffnen.
Ein Beitrag dazu ist das OpenCourseWare-Programm, das 2002 vom Massachusetts Institute of Technology (MIT) gestartet wurde. Inzwischen sind über 230 Hochschulen und Organisationen dem Netzwerk beigetreten (Stand: Mai 2016). Seit 2014 firmiert es unter dem Namen „Open Education Consortium“. Zu den Vordenkern von Open Education gehört David Wiley. Ähnlich wie die Open-Access-Bewegung ihre Ziele in der Berliner Erklärung über offenen Zugang zu wissenschaftlichem Wissen definiert hat, sind die Grundsätze der Open-Education-Bewegung in der Cape Town Open Education Declaration festgehalten.
Daneben beschreibt Open Education auch die über Open Educational Resources hinausgehende Offenheit des Lernprozesses als dessen „breiteres Verständnis“ mit Verknüpfung zur partizipativen Lehre.
Die slowenische Universität Nova Gorica bietet seit 2023 den zweijährigen Master-Studiengang Leadership in Open Education an.